# Solen kajiyamai
Solen kajiyamai is een tweekleppigensoort uit de familie van de Solenidae. De wetenschappelijke naam van de soort is voor het eerst geldig gepubliceerd in 1964 door Habe.